# Ye'kuana
El ye'kuana (Ye'kuana: [jeʔkwana]), també conegut com a Maquiritari, Dekwana, Ye'kwana, Ye'cuana, Yekuana, Cunuana, Kunuhana, De'cuana, De’kwana Carib, Pawana, Maquiritai, Maquiritare, Maiongong, o Soto és la llengua dels ye'kuanes de Veneçuela i Brasil. És una llengua carib parlada per aproximadament 5.900 persones (vers el 2001) al voltant de la frontera del nord-oest brasiler de Roraima i Veneçuela, la majoria (unes 5.500) a Veneçuela. En el moment del cens veneçolà de 2001, a Veneçuela hi vivien 6.523 ye'kuanes. Tenint en compte la distribució desigual dels ye'kuana entre dos països sud-americans, Ethnologue llista dues diferents rangles de vitalitat del ye'kuana: a Veneçuela apareix com a vigorosa (6a), mentre que al Brasil es classifica com a moribunda (8a) a l'escala de disrupció intergeneracional graduada (GIDS).

## Història
Al Brasil, es creu que els ye’kuana s’han instal·lat a les terres que ara ocupen fa més d’un segle, procedents dels nuclis de població més grans de Veneçuela. La mitologia tradicional i la història oral, però, expliquen que les terres al voltant dels rius Auari i Uraricoera han estat recorregudes durant molt de temps pels ye'kuana.
Durant el segle xviii, hi va haver molta activitat missionera al territori Ye'kuana, durant la qual es van veure obligats a construir fortaleses per a la colonització espanyola de les Amèriques i es van obligar a convertir-se a catolicisme. Es va organitzar una rebel·lió contra els espanyols el 1776. El segle xx va portar una nova onada d’explotació en forma dels colons que volien aprofitar el descobriment del cautxú. Pobles sencers van ser forçats a treballar, conduïts en cadenes de presidiaris als camps de cautxú. Més tard, una altra onada de missioners va arribar cap a principis dels anys seixanta. Els ye’kuana brasilers va decidir no viure a les missions establertes en aquell costat de la frontera, perquè l’atenció dels missioners al Brasil es va centrar en els sanumá i no en elles. També es van mostrar més reticents a convertir-se, ja que van veure com els seus cosins veneçolans es convertien i es feien (des de la perspectiva ye'kuana brasilera) culturalment més febles com a resultat, renunciant a elements clau de les seves formes de vida tradicionals. Al costat veneçolà de la frontera, aquesta onada de missioners va portar l'establiment de serveis de salut, escoles, i l'accés als mercats locals, creant també diverses comunitats relativament grans centrades al voltant de les missions.
El 1980, un matrimoni de missioners canadencs va anar a viure entre els ye’kuana durant un temps, però no els agradava la seva forma de viure, hi va haver desacords entre ells i els ye’kuana, i se’n van anar. Després d’això, els ye'kuana brasilers van decidir que no volien religió, però sí una escola, veient els beneficis que les infraestructures havien proporcionat a les comunitats indígenes de Veneçuela. En van aconseguir un, després de negociar amb el líder de la Missió Evangèlica de les Amazones. Va començar així un procés de convertir-se en sedentaris, on els Ye’kuana es van apropar tots i van establir horaris semiregulars (inclòs que determinades hores del dia per als nens es reservaven a l'escola). Aquest establiment de sòlids contactes permanents també va conduir a una mobilització i un contacte més extensos amb altres comunitats indígenes i l'estat de Roraima. Els ye'kuana es va fer coneguda com a hàbils fabricants de canoes i rascadors de mandioca, tot i que es mantenien força allunyats del trànsit fluvial intens i de l'afluència de forasters que havia perjudicat moltes altres comunitats indígenes.

## Tipologia
La llengua ye'kuana es troba tipològicament a la família carib, que es subdivideix en set subfamílies i una llengua no classificada. El ye’kuana és membre de la subfamília de Carib guaianès, juntament amb deu idiomes més. Les llengües guaianeses se situen, en la seva major part, al voltant de l'Escut guaianès. El ye’kuana i el wayumara formen una categoria més petita dins de la subfamília guaianesa, la subfamília Maquiritari-Wayumara.

## Literatura
La primera documentacions de Ye'kuana al segle xix consta de diverses llistes de paraules de Schomburgk, seguit de diversos treballs comparatius i etnogràfics. A principis del segle XX hi va haver més llistes de paraules, que es van apartar de les obres més generals sobre les llengües carib per centrar-se més específicament en el ye’kuana. Escoriaza (1959 i 1960) va proporcionar un esbós gramatical. Els anys seixanta i setanta van treballar sobretot en l'etnografia dels ye’kuana, inclosa la seva mitologia, estructura política, i formació de pobles. Schuster 1976 va publicar una llista de paraules dins de la seva etnografia, però en cas contrari no hi va haver gaire estudi lingüístic en aquest període. Heinen (1983–1984) va publicar un esbós gramatical presentat en el seu estudi majoritàriament etnogràfic; Guss (1986) inclou alguns textos en la llengua a la seva publicació sobre tradició oral; i Hall (1988) va publicar dos volums sobre morfosintaxi i anàlisi del discurs. Més tard, Hall (1991) va examinar la transitivitat en verbs, enmig de molts més estudis etnogràfics, i Chavier (1999) va estudiar alguns aspectes addicionals de la morfologia. Es va publicar un diccionari en CD-ROM, i més recentment la tesi de màster de Natália Cáceres és una breu visió general del perfil sociolingüístic del ye'kuana, mentre que la seva tesi doctoral presenta una gramàtica descriptiva més completa. Coutinho (2013) també ha explorat el sistema numèric ye'kuana, des d'una perspectiva tipològica.

## Fonologia
|            | Bilabial | Alveolar | Postalveolar | Palatal | Velar | Glotal |
| ---------- | -------- | -------- | ------------ | ------- | ----- | ------ |
| Oclusiva   |          | t <t>    |              | tʃ <ch> | k <k> | ʔ <'>  |
| Fricativa  |          | s        | ʃ <s, sh>    | ç       |       | h      |
| Bategabt   |          |          | ɾ̠ <ch, d>    |         |       |        |
| Nasal      | m <m>    | n <n>    |              | ɲ <nh>  |       |        |
| Aproximant | w <w>    |          |              | j <y>   |       |        |

Adaptat de Cáceres (2011)
|         | Frontal      | Central            | Posterior    |
| ------- | ------------ | ------------------ | ------------ |
| Tancada | i iː <i, ii> | ɨ ɨː <ö, öö/ü, üü> | u uː <u, uu> |
| Mitjana | e eː <e, ee> | ə əː <ö, öö/ä, ää> | o oː <o, oo> |
| Oberta  |              | a aː <a, aa>       |              |

Adaptada de Cáceres (2011)
/ɨ/ s'escriu <ü> ortogràficament, i /ə/ s'escriu <ö>. Alguns sistemes d'escriptura escriuen <ö> per /ɨ/, i <ä> per /ə/. Les vocals llargues s’indiquen duplicant la lletra.